# Alhhun
Alhhun ou Ealhhun (mort entre 869 et 872) est un prélat anglo-saxon du IXe siècle devenu évêque de Worcester.

## Biographie
Alhhun est consacré évêque de Worcester entre 843 et novembre 845. Il meurt entre 869 et 872.